# Gunnar Wennerström
Gunnar Erik Emanuel Wennerström, född 27 juni 1879 i Ör, död 2 juni 1931 i Hedvig Eleonora församling i Stockholm, var en svensk simmare och vattenpolospelare.
Han blev olympisk bronsmedaljör 1908. Wennerström är begravd på Norra begravningsplatsen utanför Stockholm.